# Video CD
Video CD, VCD или видео компактдиск е стандартизиран цифров формат за съхранение на видео информация върху компактдиск. Видео компактдисковете могат да се възпроизвеждат с помощта на специализирани VCD плейъри, на всички съвременни DVD плейъри и на някои конзоли за видео игри.
Стандартът за VCD е създаден през 1993 г. от фирмите Sony, Philips, Matsushita и JVC. Известен е с името White Book (бялата книга).
Представеният през 1996 г. формат DVD след известно време получава широко разпространение и скоро напълно измества Video CD.

## Техническо описание

### Видео
- Разделителна способност:
  - NTSC: 352x240
  - PAL/SECAM: 352x288

### Аудио
- стерео (два канала), с честота 44.1 kHz

Общо погледнато, качеството на видеокомпактдиска е сравнимо с това на популярните видеокасети VHS
Предимството на VCD е в липсата на аналогов шум и това, че носителят не остарява и не губи качество след многократно възпроизвеждане.